# Raionul Kamin-Kașîrski, Volîn
Kamin-Kașîrski (în ucraineană Камінь-Каширський район, transliterat: Kamin-Kașîrskîi raion) este un raion în regiunea Volîn, Ucraina. Are reședința la Kamin-Kașîrski.
Are o suprafață de 4.693,4 km². Populația este de 130.382 locuitori, determinată în 1 ianuarie 2022, prin bilanț demografic[*].